# Le Concept de Dieu après Auschwitz
 (février 2024).
 (février 2024).
Si vous disposez d'ouvrages ou d'articles de référence ou si vous connaissez des sites web de qualité traitant du thème abordé ici, merci de compléter l'article en donnant les références utiles à sa vérifiabilité et en les liant à la section « Notes et références ».
 (février 2017).
- Si vous ne connaissez pas le sujet, laissez ce bandeau (vous pouvez alors contacter les auteurs).
- Si vous supprimez le contenu mis en cause (vous pouvez préalablement contacter les auteurs),

argumentez précisément cette suppression dans la page de discussion
(un manque de référence n'est pas un argument ; une recherche réelle de référence doit avoir été effectuée, être formellement documentée).
Le Concept de Dieu après Auschwitz (en allemand : Der Gottesbegriff nach Auschwitz. Eine jüdische Stimme) est un texte du philosophe allemand Hans Jonas de 1984, traduit en français par Philippe Ivernel. 
Il constitue selon son auteur un « morceau de théologie franchement spéculative ». Autrement dit, Hans Jonas se livre à une réflexion sur le concept de Dieu, et met ainsi en avant ses réflexions sur la façon dont on devrait concevoir Dieu après la Shoah : en quoi cette tragédie nous oblige-t-elle particulièrement à modifier le concept que l'on a habituellement de Dieu ?

## Analyse du concept de Dieu
Se livrant à de telles réflexions théologiques, Hans Jonas, comme il le remarque lui-même[réf. nécessaire], s'oppose par exemple à Kant pour qui nulle théologie rationnelle n'est possible (on ne peut pas connaître Dieu, ce n'est qu'une Idée de la raison) ou encore au positivisme (selon Carnap, les énoncés métaphysiques sont dénués de sens : ce ne sont que des simili-énoncés qui ne font qu'exprimer un Lebensgefühl, c'est-à-dire un sentiment de la vie). Est-ce alors se livrer à l'irrationalisme, aux divagations de la pure et irrationnelle croyance ? Ce que va faire Jonas n'est en aucun cas un exercice irrationnel, inspiré par sa croyance religieuse, ce n'est pas un acte de renoncement à la raison et à la rationalité : c'est précisément philosophiquement qu'il va se livrer à une analyse du concept de Dieu.
Il faut d'ores et déjà noter que ce n'est pas d'une manière générale qu'il va examiner le concept de Dieu, mais circonstancié : c'est après Auschwitz. La question est donc de savoir ce que ce sommet de l'horreur humaine, ou plutôt de l'inhumanité, peut nous apprendre sur le concept de Dieu. Comment rendre compte du mal ? Comment concilier le concept de Dieu avec le constat de l'inhumanité, de la violence, de l'horreur extrême sans précédent que constitue l'extermination massive de juifs par les nazis ? On ne peut plus attribuer l'existence du mal à l'infidélité ou à la fidélité du peuple juif, à la croyance ou à l'impiété, à la faute et à son châtiment... Pourquoi Auschwitz ? Quel est le sens de ce massacre ? Pourquoi les juifs ont-ils été exterminés ? La question centrale est en fait celle-ci : « Quel est ce Dieu qui a pu laisser faire ? ». En effet, nous sommes en droit de nous demander, si Dieu existe, comment il faut comprendre cet être s'il laisse perpétrer de telles atrocités. Jonas est juif, donc n'émet pas ici (il le fera cependant dans la suite du texte, sans cependant s'y attarder puisque ce n'est pas son but) l'hypothèse que cela a eu lieu car Dieu n'existe pas. Fidèle à sa conviction religieuse, Jonas de dire : « Dieu laissa faire ». D'où, encore une fois : « Quel est ce Dieu qui a pu laisser faire ? ». Car la visée de Jonas ici est celle d'une théodicée, comme il y en a eu de nombreuses auparavant, et dont celle de Leibniz demeure certainement la plus célèbre : il s'agit bel et bien de défendre la cause de Dieu, notamment en partant de l'aporie, de l'obstacle gigantesque que constitue l'existence du mal, qui plus est sous sa forme la plus abominable. Quel est ce Dieu qui a pu laisser agir les nazis et délaisser apparemment le « peuple élu » ? Jonas souligne au passage la situation du juif, pour qui, contrairement au chrétien,, le monde n'est pas le lieu du mal mais celui de Dieu, de la création, de la rédemption : le « laisser-faire » de Dieu est bien plus dur à comprendre pour le juif. Dieu peut-il être encore le « seigneur de l'histoire » ?

## Le mythe jonassien de la Création
Pour repenser à nouveaux frais le concept de Dieu, Jonas propose un mythe de son invention, le mythe de la création qu'il a proposé auparavant dans « Entre le néant et l'éternité ». « Au commencement, par un choix insondable, le fond divin de l'Être décida de se livrer au hasard, au risque, à la diversité infinie du devenir. Et cela entièrement [...]. ». Autrement dit, l'acte même de la création consiste en un renoncement de Dieu : il renonce à toute modification ultérieure. Il se livre entièrement dans le processus créatif, il ne s'est pas retenu. Jonas ici multiplie les métaphores à la manière de Bergson, avec une écriture très parlante, qui ne serait pas sans déplaire aux philosophes analytiques... C'est la thèse de l'immanence, opposée au dualisme, par exemple, le dualisme chrétien[réf. nécessaire]. Dieu n'est pas en dehors du monde, infléchissant à son gré le processus créatif : il s'est donné entièrement, sans retenue dès l'origine, dès le passage du néant à l'être. Nulle providence extra-mondaine, c'est-à-dire que le monde, nous-mêmes sommes en ce sens délaissés. Tel est le mythe, comme le nomme Jonas lui-même, de « l'être-au-monde  de Dieu ». Mais qui dit immanence ne dit pas identité de Dieu et du monde : ce n'est pas un panthéisme immanent. Dieu et le monde sont bel et bien distincts, mais Dieu s'est totalement abandonné dans son acte créatif : il faut bien remonter de l'étant à l'être pour reprendre un vocabulaire Heideggerien, mais l'être s'est donné sans réserve dans la production de l'étant. Jonas précise plus loin que Dieu a renoncé à son être propre, qu'il s'est « dépouillé de sa divinité ». Il s'est abandonné au profit du devenir, du processus de la création se poursuivant. Et c'est au travers du devenir que la Divinité peut se reconquérir et retrouver sa plénitude, qu'elle peut gagner... ou perdre. 
La matière est tout d'abord sortie de cet acte créateur. Puis un « nouveau langage du monde » est apparu : la vie. Fruit du hasard, elle était ce qu'attendait la Divinité dans sa reconquête de soi. . Avec elle apparaît la sensation, la perception, le désir. Avec elle, « l'éternité trouve une force, elle s'emplit, contenu après contenu, d'un acquiescement à soi, et pour la première fois le dieu qui s'éveille peut dire que la création est bonne ». C'est donc avec la vie que la Divinité commence au travers de la création à prendre conscience d'elle-même, du moins de sa création et même l'apprécier. Mais avec la vie apparaît son double nécessaire, la mort, le prix à payer : qui dit vivre dit mourir (pour approfondir le rapport entre la vie et la mortalité, lire « Le fardeau et la grâce de la mortalité »). C'est au travers de la finitude, de la mortalité, de la limite que Dieu accède à lui-même : « c'est justement à travers la brève affirmation d'un sentiment de soi, d'un agir et d'un souffrir propres à des individus finis, devant la pression de la finitude, toute l'urgence et donc toute la fraîcheur de leurs émotions, que le divin paysage déploie son jeu de couleurs, et que la divinité accède à l'expérience d'elle-même ». Pour chaque expérience personnelle, que l'expérience des différentes espèces vivantes constitue autant de faces à l'auto-expérience de la divinité. Le développement des sens, des désirs, de la conscience sont autant d'intensification, d'élargissement de la conscience que Dieu acquiert de lui-même. Bref, c'est au travers du devenir, et notamment de l'évolution biologique apparue grâce à la hasardeuse rencontre de conditions favorables sur terre que Dieu reconquiert sa connaissance de lui-même et sa divinité. Même au travers de la souffrance, Dieu peut approfondir sa connaissance. À ce stade, Dieu ne peut pas perdre : il ne peut pas voir son dessein, notamment sa visée du bien, ne pas être réalisé.
Mais avec l'apparition de l'homme cesse l'innocence. Avec l'homme s'étend la connaissance et la liberté : l'homme est un être responsable, qui vit selon le bien et le mal. La connaissance et la liberté de l'homme le font entrer dans l'existence morale (Cf. la Genèse). L'innocence de la création cesse alors. À partir de ce stade, Dieu peut perdre ou gagner, alors qu'auparavant il ne pouvait que... ne pas perdre, mais non pas gagner. C'est entre les mains de l'homme qu'est confié le destin de Dieu et de son accomplissement, de son retour à soi : « L'image de  Dieu, ébauchée dans les balbutiements de l'univers physique, travaillée jusque-là – bien qu'encore indécidée – dans les spirales de la vie préhumaines, vastes cercles qui se resserrent ensuite, cette image, donc, passe sous la garde problématique de l'homme, pour être accomplie, sauvée, ou corrompue par ce que ce dernier fait de lui-même et du monde ». La divinité, la divinisation est donc confiée à l'homme qui a pour lourde charge d'assurer le retour à soi de Dieu, et l'accomplissement de son dessein.
Ici s'achève le mythe originel sur lequel Jonas va alors revenir, ou plutôt dont il va tirer les conclusions en ce qui concerne le concept de Dieu. Si la création s'est déroulée ainsi, qu'est-ce que cela a comme conséquence sur le concept de Dieu ? Quelles sont les implications théologiques de ce mythe ? Jonas va ainsi traduire « l'image en concepts ».

## Les conséquences théologiques du mythe
Du mythe précédemment esquissé, il apparaît tout d'abord que Dieu est souffrant. Cela semble s'opposer à sa représentation biblique qui le fait apparaître comme tout-puissant. Pour Jonas, « la relation de Dieu au monde implique une souffrance du côté de Dieu dès l'instant de la création, et sûrement dès l'instant de la création de l'homme ». Elle implique également une souffrance de la créature, mais cela a toujours été reconnu par la théologie en général. Par la suite, Jonas en appelle à des passages de l'Ancien Testament pour appuyer l'idée que finalement sa conception d'un Dieu souffrant n'est pas  tant que cela en contradiction avec sa représentation biblique, c’est-à-dire qu'il met en avant des passages bibliques qui font apparaître Dieu comme souffrant (Dieu, méprisé par les hommes., qui s'en afflige ; Dieu qui regrette d'avoir créé l'homme et en est déçu ;..., etc.).
Il apparaît, en outre, que Dieu est en devenir. Dieu n'est pas un être immuable : il surgit, il apparaît dans le temps. Il y a un devenir du divin. Jonas rejette ainsi les caractères habituels de supratemporalité et d'immutabilité, mais également l'opposition ontologique classique entre être et devenir. Jonas défend que ce Dieu en devenir convient bien mieux au langage biblique. Dieu est en devenir, au moins dans le sens où il est affecté, altéré par ce qui se passe dans le monde, comme certains passages de la bible précédemment évoqués le mettent en avant. De par sa relation au créé, Dieu reçoit une expérience du monde : il en est influencé. Dieu est donc en devenir, au moins de par sa relation au créé qui lui est en devenir. Dieu est en rapport avec le monde, monde qui est temporel, donc Dieu se temporalise : il y a un devenir progressif de Dieu au fur et à mesure de la création mondaine. Par ce devenir de Dieu, Jonas se sépare de la doctrine nietzschéenne de l'Éternel retour du même qu'il qualifie d'immanentisme absolu : puisque Dieu  reçoit une expérience du monde, tout ne peut pas revenir au même éternellement, puisque Dieu conserve un souvenir.
Troisièmement, il apparaît que Dieu est soucieux : il est « impliqué dans ce dont il a le souci. Quel que soit l'état « primitif » de la divinité, il a cessé de s'enclore en lui-même dès l'instant où il s'est compromis avec l'existence d'un monde, en créant ce monde ou en acceptant qu'il naisse ». Mais si Dieu se soucie de ses créatures, il faut préciser que ce souci ne signifie pas ingérence : ce sont les créatures qui agissent, il ne peut pas pousser par son souci de réaliser un but. Dieu, être soucieux, est donc en péril, puisque la réalisation du but dont il se soucie ne dépend pas de lui mais de ses créatures (rappelons que Dieu s'est totalement abandonné dans la création). Si Dieu pouvait par son souci réaliser ses visées, le monde serait parfait. Mais les atrocités d'Auschwitz, par exemple, (mais on peut ici tout autant penser aux génocides en Afrique) [pourquoi "génocides" au pluriel ? En Afrique, un seul génocide est établi, aux plans juridique et historique, le génocide rwandais] attestent bien de l'imperfection du monde. D'où deux conséquences possibles : le monde est mauvais donc Dieu n'existe pas ; le monde est mauvais donc ce n'est pas Dieu qui agit et décide dans le monde. Encore une fois, Jonas ne retient pas la première hypothèse. Dieu existe, mais l'existence du mal pousse à en changer le concept habituel. « D'une quelconque façon, par un acte de sagesse insondable, ou d'amour, ou quelle qu'ait pu être la divine motivation, il a renoncé à garantir sa propre satisfaction envers lui-même par sa propre puissance, après qu'il eut déjà renoncé, par la création elle-même, à être tout en tout ».
Quatrièmement, Dieu n'est pas tout puissant. Pour appuyer cela, il commence par critiquer sur le plan de la logique la paradoxalité du concept de puissance absolue, puis dans un second avance un argument théologique.
En quel sens le concept de toute-puissance se contredit-il lui-même ? Une telle toute-puissance serait une puissance qui n'est pas limitée, qui n'a pas pour limite des choses existant en dehors d'elle-même. L'existence de l'altérité serait pour elle l'anéantissement de l’absoluité de sa puissance : « La puissance absolue, dès lors, n'a dans sa solitude aucun objet sur lequel agir ». Mais une puissance sans objet est une puissance sans pouvoir donc s'anéantirait. En ce sens la toute-puissance est un concept auto-contradictoire, dénué de sens. Avoir du pouvoir, c'est avoir du pouvoir sur quelque chose, c'est donc nécessairement ne pas être  absolu (tout comme la liberté ne s'éprouve que dans la nécessité et la contrainte). Cela revient à définir le concept de puissance de manière relationnelle. C'est ce caractère relationnel qui rend impossible le concept de toute-puissance. Et si la chose sur laquelle s'exerce le pouvoir n'offre aucune résistance, ce pouvoir exercé revient aux yeux de Jonas à un non-pouvoir, à une absence de puissance. La puissance n'existe que comme puissance exercée sur une chose qui possède elle-même une puissance. Puissance signifie capacité de vaincre quelque chose. Et la simple coexistence d'une chose suffit pour qu'il y ait puissance, car Jonas défend la synonymie entre exister et résister, ce qu'on lui concédera sans difficulté. Par conséquent, pour qu'il y ait puissance, celle-ci doit être partagée (même si par exemple la puissance des créatures provient de la puissance divine) : Dieu n'est pas un être tout-puissant.
Mais se dresse également une objection théologique à l'idée de toute-puissance divine. Dieu ne peut être tout-puissant ET bon qu'à condition d'être insondable : s'il était tout-puissant, on ne pourrait maintenir sa bonté qu'en concevant Dieu comme un être au dessein incompréhensible, au dessein insondable, qui échapperait à notre compréhension, à notre entendement : « C'est seulement d'un Dieu complètement inintelligible qu'on peut dire qu'il est à la fois absolument bon et absolument tout-puissant, et que néanmoins il tolère le monde tel qu'il est ». Autrement dit, Jonas met en avant l'impossibilité de lier ensemble simultanément trois concepts en Dieu : toute-puissance, bonté suprême et compréhensibilité. Il s'agit donc de savoir quelles propriétés sont nécessairement liées au concept de Dieu. Autrement dit, de quelle propriété peut-on se passer pour poser le concept de Dieu ? Dieu est nécessairement bon. Cette propriété est inaliénable : Dieu est nécessairement un être bon, suprêmement bon. En ce qui concerne la connaissabilité de Dieu, elle est certes limitée, mais ne peut être abandonnée : le caractère totalement énigmatique de Dieu est inconciliable avec la Torah, qui insiste sur le fait qu'on peut connaître Dieu, une part de sa volonté et même de son essence (il y a eu révélation). Le judaïsme ne peut admettre un Dieu inintelligible. Sur ce point, Jonas reste fidèle à sa tradition religieuse. Dieu est donc absolument bon et connaissable. Par conséquent il ne peut pas être tout-puissant. C'est la nécessité du point de vue judaïque de poser le concept de Dieu comme connaissable qui conduit à rejeter, sur le plan théologique tout du moins (car Jonas, en philosophe, a d'abord rejeté logiquement cette idée de toute-puissance) la toute-puissance divine. « Après Auschwitz, nous pouvons affirmer, plus résolument que jamais auparavant, qu'une divinité toute-puissante ou bien ne serait pas toute bonne, ou bien resterait entièrement incompréhensible (dans son gouvernement du monde, qui seul nous permet de la saisir). Mais si Dieu, d'une certaine manière et à un certain degré, doit être intelligible (et nous sommes obligés de nous y tenir), alors il faut que sa bonté soit compatible avec l'existence du mal, et il n'en va de la sorte que s'il n'est pas tout-puissant. C'est alors seulement que nous pouvons maintenir qu'il est compréhensible et bon, malgré le mal qu'il y a dans le monde ».
Jonas s'empresse d'ajouter alors que cette puissance limitée ne l'est pas selon le bon-vouloir de Dieu de manière révocable : Dieu ne peut pas retrouver sa toute-puissance et modifier le cours des choses, il n'y a pas de miracle : « pendant toutes les années qu'a duré la furie d'Auschwitz, Dieu s'est tu ». Les seuls « miracles » ont été humains. Et si Dieu n'est pas intervenu c'est parce qu'il ne le pouvait pas. Encore une fois, Dieu ne s'est pas retenu lors de la création, il s'est totalement abandonné. Dieu n'est pas un être tout-puissant. Le concept de Dieu que développe Jonas est donc celui d'un « Dieu qui donc répond au choc des événements mondains contre son être propre, non pas « d'une main forte et d'un bras tendu » - comme nous le récitons tous les ans, nous les juifs, pour commémorer la sortie d'Égypte – mais en poursuivant son but inaccompli avec un mutisme pénétrant ». Ici, Jonas rompt donc avec la tradition juive. Dieu veut le bien  mais n'est pas tout-puissant, le mal vient de l'homme (Jonas critique le manichéisme, qui attribue le bien et le mal à deux puissances antagonistes). La liberté humaine atteste bien du renoncement à la toute-puissance. Jonas parle par la suite de la création comme « acte d'autodépouillement divin ». Dieu s'est entièrement dépouillé de sa puissance dans le fini à qui il confie son sort.
C'est par cet acte de négation de sa puissance que Dieu a pu créer le monde. Après ce total don de soi, Dieu n'a plus rien à donner : « c'est maintenant à l'homme de lui donner. Et il peut le faire en veillant à ce que, dans les cheminements de sa vie, n'arrive pas, ou n'arrive pas trop souvent, et pas à cause de lui, l'homme, que Dieu puisse regretter d'avoir laissé devenir le monde ». Jonas inverse ici la relation habituelle entre Dieu et l'homme et donne ici tout son point à la liberté humaine, et donc à la responsabilité humaine.

## Conclusion
L'idée essentielle que Hans Jonas a développée dans ce court texte est celle du renoncement de la puissance divine au moment de la création mondaine. Établir le concept de Dieu après Auschwitz, c'est nécessairement scinder ce concept et celui de toute-puissance, d'une part parce que cela ne permet pas, sur le plan théologique, le maintien de la bonté divine et de la connaissabilité de Dieu, mais surtout, sur le plan logique, parce que la toute-puissance est un concept contradictoire : il est dès lors possible de maintenir rationnellement la bonté de Dieu, même après les atrocités d'Auschwitz. Ce Dieu qui a « laissé faire » est en fait un Dieu qui ne pouvait pas faire autrement, car il a abandonné toute sa puissance pour créer le monde. Il revient désormais à l'homme d'accéder au divin, et de réaliser le bonheur et la paix ici-bas. Cette conception de Dieu comme un être qui s'est dépouillé de sa toute-puissance pour faire advenir le monde a le mérite de chercher à concilier sans trop de compromis (Jonas maintient cependant que Dieu est connaissable, ce qui peut apparaître comme un a priori traditionnel, ou, par charité interprétative, comme un a priori de la rationalité) l'existence du mal et celle de Dieu (comme être bon). C'est ici une théodicée peu coûteuse que propose Jonas, et une conception de Dieu qui donne tout son poids à la responsabilité humaine, et donc toute sa valeur à l'humanité. Le Dieu d'après Auschwitz ne répond pas aux prières, il ne fait pas de miracle : il nous a légué de manière soucieuse son propre devenir dont il nous incombe d'assurer la réalisation. Dieu, par définition, est absolument insaisissable ; il ne s'agit donc pas de Lui dans les présentes tentatives de Le comprendre.

## Postérité culturelle et philosophique
Sur le modèle du travail d'Hans Jonas, une réflexion a été entreprise sur la façon dont les musulmans pourraient penser Allah après Auschwitz, dans le cadre de la construction d'une théodicée islamique.